# Magic (canal de televisão)
Magic foi um canal de televisão britânico voltado a música dos anos 70 aos anos 2010, e de propriedade da The Box Plus Network. Exibia principalmente videoclipes e era baseado na estação de rádio Magic, de propriedade da Bauer Radio. Como alguns outros canais de televisão de música da Box Television sob a marca de Bauer, o Magic operava um serviço de jukebox em que os espectadores podiam solicitar que os vídeos fossem reproduzidos por meio de um número de telefone de tarifa especial.
O canal faz parte de uma rede de canais de propriedade da The Box Plus Network, que inclui 4Music, Kerrang! TV, Box Hits, The Box e Kiss. Em 2 de abril de 2013, todos os canais da Box Television foram transmitidos gratuitamente por satélite, exceto o 4Music. Como resultado, os canais foram removidos da Sky na Irlanda. No entanto, o Magic foi lançado no Freesat em 29 de abril de 2013, ao lado do Heat, após a adição de quatro outros canais da Box em 15 de abril.
Em 29 de janeiro de 2024, o Channel 4 anunciou que o Magic e seus canais irmãos seriam fechados como parte dos planos futuros da empresa até 2030. Sua última transmissão ocorreu em 30 de junho de 2024.

## Álbuns de compilação
O canal lançou vários álbuns de compilação.
| Título                  | Nº de discos | Data de lançamento      | Artistas no álbum |
| ----------------------- | ------------ | ----------------------- | --- |
| The Sound of Magic      | 2            | 31 de maio de 1999      | Wet Wet Wet, Lighthouse Family, Elton John, Harry Nilsson, Vanessa Williams, Marvin Gaye, Commodores, Stevie Wonder, Diana Ross & Lionel Richie, Smokey Robinson, Randy Crawford, Peaches & Herb, Tina Turner, Kool & The Gang, Phyllis Nelson, Gallagher & Lyle, Captain & Tennille, Sad Café, Roxy Music, Robbie Williams, Bee Gees, Barry Manilow, Chris De Burgh, Oleta Adams, Bill Withers, Jennifer Rush, Dire Straits, Gerry Rafferty, Toto, The Cars, Foreigner, Leo Sayer, Joe Cocker & Jennifer Warnes, Procol Harum, Moody Blues, 10cc |
| The Sound of Magic Love | 2            | 1 de outubro de 1999    | Martine McCutcheon, Texas, Simply Red, Shania Twain, Take That, Lighthouse Family, Dina Carroll, Terence Trent D'Arby, Bill Withers, Mica Paris, Commodores, Jeffrey Osborne, Patti Austin & James Ingram, Billy Paul, Champaign, Al Green, Lisa Stansfield, Everything But The Girl, Elton John, Boyzone, The Corrs, Des'ree, Bee Gees, Bread, Hall & Oates, Korgis, Maria McKee, Paul Young, Eric Clapton, The Style Council, Eric Carmen, Dr Hook, The Real Thing, The Three Degrees, Jim Capaldi, Rod Stewart, The La's |
| More Sound of Magic     | 2            | 15 de maio de 2000      | Gabrielle, The Corrs, Boyzone, R. Kelly, Elton John, Seal, Crowded House, Dina Carroll, Peter Cetera, Bill Withers, Yvonne Elliman, Dobie Gray, Marvin Gaye, Bryan Ferry, Commodores, Dr Hook, Barry White, 10cc, Robert Palmer, Wet Wet Wet, Geri Halliwell, Sixpence None the Richer, Sheryl Crow, Backstreet Boys, Simply Red, Another Level, Bee Gees, Gloria Estefan & the Miami Sound Machine, Lighthouse Family, Paul Young, Paul Weller, Christopher Cross, Carly Simon, Labi Siffre, Mr. Mister, Black, Air Supply, The Christians, Ladysmith Black Mambazo feat Des'ree |
| Magic Vol.2             | 2            | 12 de março de 2001     | LeAnn Rimes, Ronan Keating, Gabrielle, Simply Red, Diana Ross, Wet Wet Wet, Barry White, Yvonne Elliman, Elton John, Bee Gees, Aretha Franklin, Cat Stevens, Fat Larry's Band, Peter Frampton, Faith Hill, Michael Jackson, Eurythmics, Gallagher & Lyle, Al Green, Lonestar, Texas, The Corrs, Craig David, Savage Garden, Westlife, Lighthouse Family, Chris Rea, The Temptations, Chris De Burgh, Captain and Tennille, Nik Kershaw, Marvin Gaye, Dusty Springfield, The Sutherland Brothers, Stevie Wonder, Rita Coolidge, Kool and the Gang, Fleetwood Mac, Lionel Richie, Eva Cassidy |
| Magic - Summer Feeling  | 2            | 16 de junho de 2003     | S Club, Emma Bunton, David Sneddon, Shania Twain, Vanessa Carlton, DJ Sammy, Dido, George Michael, Appleton, Nelly Furtado, Style Council, The Corrs, Marti Pellow, Texas, Oleta Adams, Simply Red, Des'ree, Stevie Wonder, Bill Withers, Commodores, Ronan Keating, Elton John, Gabrielle, Boyzone, Elvis Costello, Dionne Warwick, Dusty Springfield, Aretha Franklin, Eurythmics, The Bangles, Deacon Blue, Lisa Loeb, Malachai, Rod Stewart, Lighthouse Family, Paul Young & Zucchero, Black, Jackson 5, Hall & Oates, Tavares |
| Magic - The Album       | 3            | 28 de novembro de 2005  | James Blunt, Michael Bublé, Daniel Bedingfield, 10cc, Damien Rice, Craig David, Daniel Powter, Backstreet Boys, The Corrs, Aretha Franklin, Paul Weller, The Bangles, Linda Ronstadt feat Aaron Neville, LeAnn Rimes, The Judds, DJ Sammy & Yanou feat Do, Louis Armstrong, Van Morrison, The Isley Brothers, The Stranglers, UB40, Fleetwood Mac, Cyndi Lauper, Blondie, Boy Meets Girl, Foreigner, The Cars, East 17, Simply Red, The Bluebells, The Pretenders, Aztec Camera, Tears For Fears, A-ha, Marvin Gaye, Otis Redding, Randy Crawford, Gabrielle, Al Green, Beverley Craven, Atlantic Starr, Dawn Penn, Bee Gees, Chaka Khan with Rufus, Chic, Sheryl Crow, The B-52's, Cher, Shakespears Sister, Andreas Johnson |
| Summer Magic            | 2            | 15 de maio de 2006      | Will Young, Damien Rice, Katie Melua, Magnet, The Corrs, Ronan Keating, Simply Red, Bread, Foreigner, Chicago, David Gray, The Cars, The Everly Brothers, The Pretenders, Faith No More, Extreme, Everything But The Girl, Sinead O'Connor, Gordon Haskell, Eva Cassidy, Lionel Richie, Lemar, Barry White, Lee Ryan, Craig David, Toni Braxton, Keisha White, Labi Siffre, Al Green, Jimmy Ruffin, Rose Royce, Ben E. King, Randy Crawford, Aretha Franklin, Otis Redding, Dionne Warwick, Percy Sledge, Phyllis Nelson, Anita Baker, Marvin Gaye |
| Mellow Magic            | 2            | 26 de fevereiro de 2007 | Elvis Presley, Christina Aguilera, Michael Bolton, Whitney Houston, Simon & Garfunkel, Simply Red, The Bangles, Elton John & George Michael, Cyndi Lauper, Billy Paul, Katie Melua, Take That, Vanessa Williams, Foreigner, The Righteous Brothers, Bee Gees, Darren Hayes, Delta Goodrem, Eric Carmen, The Cars, Bette Midler, Bread, Karyn White, Billy Ocean, Beverly Craven, Peter Cetera, The Pretenders, Alison Moyet, Phil Collins, Luther Vandross, Randy Crawford, 10cc, The Mamas & Papas, Christopher Cross, Bill Withers, Toto, Savage Garden, Harold Melvin & The Blue Notes, Ben E King, Marvin Gaye, Otis Redding |
| Magic The Album 2007    | 2            | 20 de agosto de 2007    | Michael Buble, James Morrison, Paolo Nutini, David Gray, Lionel Richie, Ronan Keating, Sugababes, Simply Red, The Pretenders, A-ha, Wet Wet Wet, Candi Staton, Leann Rimes, Andrea Corr, KC & The Sunshine Band, Luther Vandross, Toploader, Eternal feat Bebe Winans, Johnny Nash, Dobie Gray, Labi Siffre, George Michael, James Blunt, Will Young, Bread, Chicago, Joe Cocker feat Jennifer Warnes, Sixpence None The Richer, Shawn Colvin, The Beautiful South, Aretha Franklin, Maria Muldaur, The Real Thing, Jackie Wilson, The Drifters, The Four Tops, The Monkees, UB40 feat Chrissie Hynde, Aqualung, Nerina Pallot, John Paul Young, Bobby Darin |
| Magic Decades           | 3            | 19 de novembro de 2007  | Marvin Gaye, Terence Trent D'Arby, Lionel Richie, Simply Red, Chicago, Wet Wet Wet, The Pretenders, Fine Young Cannibals, Aztec Camera, A-ha, Laura Branigan, Howard Jones, Sister Sledge, Christopher Cross, Detroit Spinners, Patti Austin & James Ingram, Grover Washington, Jr., Womack & Womack, Teddy Pendergrass, Randy Crawford, Seal, Prince, Toni Braxton, Savage Garden, Simply Red, Alannah Myles, Marc Cohn, Paula Cole, Mr. Big, Donna Lewis, Julee Cruise, Eddi Reader, East 17 feat Gabrielle, All Saints, En Vogue, Brand New Heavies, Brandy & Monica, Everything But The Girl, KD Lang, Cher, James Blunt, Michael Buble, James Morrison, Will Young, Westlife, LeAnn Rimes & Brian McFadden, Kelly Rowland, Damien Rice, Josh Groban, David Gray, Ronan Keating, Jamie Scott & The Town, Peter Cincotti, Luther Vandross, Alicia Keys, All Saints, Gnarls Barkley, Vanessa Carlton, Darren Hayes, Anastacia |
| Magic Ballads           | 2            | 9 de novembro de 2009   | James Morrison feat Nelly Furtado, Take That, Michael Buble, ABBA, Patrick Swayze, Rod Stewart, P!nk, Mariah Carey, Christina Aguilera, Ronan Keating, Fleetwood Mac, Dido, The Righteous Brothers, Daniel Bedingfield, Toni Braxton, Eric Carmen, Nilsson, Jennifer Rush, Celine Dion, Whitney Houston, Michael Jackson, Will Young, The Bangles, The Script, Simon & Garfunkel, Bill Withers, Luther Vandross, Alicia Keys, Lemar, Ben E. King, Billy Ocean, Toto, Atlantic Starr, Rose Royce, Beverley Craven, Gloria Estefan, Cyndi Lauper, Labi Siffre, Westlife, Daniel Merriweather |
| Magic Summertime        | 3            | 15 de julho de 2013     | Mark Ronson feat Amy Winehouse, ABBA, Michael Jackson, Wham!, Justin Timberlake, Gnarls Barkley, Jennifer Lopez, Ricky Martin, Katrina & The Waves, Shakira, Billy Joel, The Rembrandts, Rick Astley, Gloria Estefan & Miami Sound Machine, Anastacia, Des'ree, Gabrielle, Sixpence None The Richer, Shania Twain, DJ Jazzy Jeff & The Fresh Prince, Jamiroquai, Luther Vandross, The Isley Brothers, Savage Garden, Donna Summer, Kool and The Gang, Martha Reeves & The Vandellas, Deee-Lite, The Drifters, Otis Redding, 10cc, Big Mountain, Peter Andre, Arrow, Gipsy Kings, Los Lobos, Boney M, Bananarama, Barry Manilow, The B-52's, Roy Orbison, Bill Withers, The Beach Boys, The Foundations, Blondie, Billy Idol, Duran Duran, Kim Wilde, Spandau Ballet, Irene Cara, Haircut 100, The Boo Radleys, KC and the Sunshine Band, The Lotus Eaters, The Lovin' Spoonful, The Style Council, Nik Kershaw, The Gibson Brothers, Mungo Jerry, John Travolta & Olivia Newton-John |
| Mellow Magic            | 3            | 17 de março de 2014     | Take That, George Michael, Christina Aguilera, P!nk feat Nate Ruess, Whitney Houston, Celine Dion, Justin Timberlake, Dido, Ellie Goulding, Luther Vandross, Will Young, The Righteous Brothers, Patrick Swayze feat Wendy Fraser, Lonestar, Sarah McLachlan, Natasha Bedingfield, Savage Garden, Lissie, The Script, Billy Joel, Gary Barlow, Labrinth feat Emeli Sandé, Dusty Springfield, Shakira, Leona Lewis, Britney Spears, Simply Red, Jamiroquai, Mr. Mister, Michael Bolton, Gloria Estefan & Miami Sound Machine, Labi Siffre, Delta Goodrem, Rebecca Ferguson, JLS, Terence Trent D'Arby, Eric Carmen, Foreigner, Elvis Presley, Robbie Williams, Ben E. King, Alicia Keys, Paloma Faith, John Legend, R. Kelly, Alexander O'Neal, Alexandra Burke, Lisa Stansfield, Toni Braxton, The Jacksons, Phyllis Nelson, The Chimes, Usher, Petula Clark, Harold Melvin & The Blue Notes, Simon & Garfunkel, Cyndi Lauper, Bob Dylan |
| Magic: The Collection   | 3            | 2 de março de 2015      | Pharrell Williams, Bruno Mars, George Ezra, Magic!, Scissor Sisters, Bill Medley & Jennifer Warnes, Billy Joel, Olly Murs feat Travie McCoy, Ella Henderson, Justin Timberlake, John Legend, Paloma Faith, P!nk feat Nate Ruess, Labrinth feat Emeli Sandé, Kelly Clarkson, Whitney Houston, Ben Haenow, Robbie Williams, George Michael & Elton John, Take That, One Direction, Alicia Keys, Ellie Goulding, Dido, Christina Aguilera, Annie Lennox, R.E.M., The Script, Passenger, Will Young, Natalie Imbruglia, Sarah McLachlan, Des'ree, Tom Odell, Mr. Probz, The Tony Rich Project, Eva Cassidy, Sophie B. Hawkins, Rumer, Gary Barlow, A-ha, Fleetwood Mac, Culture Club, Philip Oakey & Giorgio Moroder, Cyndi Lauper, Mr. Mister, Starship, The Bangles, Luther Vandross, ABBA, Nik Kershaw, Boy George, Feargal Sharkey, Phyllis Nelson, Belinda Carlisle, Dee C. Lee, Alison Moyet, Stereophonics |
| Magic: The Album        | 3            | 26 de fevereiro de 2016 | Mark Ronson feat Bruno Mars, Take That, Sam Smith, Charlie Puth feat Meghan Trainor, Billy Joel, The Bangles, ABBA, Fleetwood Mac, George Ezra, Jamie Lawson, Grace, Wet Wet Wet, Savage Garden, Spandau Ballet, Luther Vandross, Alicia Keys, Celine Dion, Whitney Houston, Robbie Williams, Train, Dido The Corrs, Rumer, Lonestar, Eric Carmen, Big Mountain, Lighthouse Family, Toploader, The Connells, Gregory Abbott, Lisa Stansfield, Erasure, Dan Hill, Beverley Craven, Bonnie Tyler, Westlife, Kylie Minogue, Eurythmics, Blondie, The Pointer Sisters, Hall & Oates, Billy Ocean, M People, Chic, Electric Light Orchestra, Roxy Music, The Righteous Brothers, Don McLean, Lynyrd Skynyrd, The Beach Boys, Marvin Gaye, The Monkees, Jackie Wilson, Erma Franklin, Elvis Presley |
| Magic 80s               | 4            | 23 de fevereiro de 2018 | Queen, Culture Club, The Human League, Duran Duran, Lionel Richie, Cyndi Lauper, A-ha, Frankie Goes To Hollywood, Spandau Ballet, Tears for Fears, Wet Wet Wet, UB40, ABC, Level 42, The Bangles, Bananarama, Irene Cara, Tiffany, Kylie Minogue, Rick Astley, Simple Minds, Bon Jovi, Cher, Belinda Carlisle, Blondie, Kim Wilde, Huey Lewis and the News, Soft Cell, Heaven 17, Living in a Box, Johnny Hates Jazz, Hue and Cry, Cutting Crew, Heart, Berlin, Alison Moyet, Joe Cocker & Jennifer Warnes, Danny Wilson, Dexys Midnight Runners, Elton John, Fleetwood Mac, Bryan Adams, Sting, Roxy Music, Nik Kershaw, Roxette, Madness, Tears for Fears, Fine Young Cannibals, Hall & Oates, The Pretenders, Crowded House, The Style Council, The Human League, Kim Carnes, Swing Out Sister, The Housemartins, The Proclaimers, The Communards, Yazz and the Plastic Population, Tina Turner, T'Pau, Culture Club, Curiosity Killed the Cat, Aswad, Billy Ocean, Soul II Soul, Rufus and Chaka Khan, Diana Ross, Jermaine Stewart, Kool and the Gang, Lipps Inc., Giorgio Moroder & Phil Oakley, Womack & Womack, Alexander O'Neal, The Whispers, Cameo, Paula Abdul, DeBarge, ABBA |
| Magic 90s               | 4            | 29 de março de 2019     | George Michael, Take That, Natalie Imbruglia, Spice Girls, Robbie Williams, Shania Twain, Sheryl Crow, The Corrs, Backstreet Boys, Jamiroquai, Boyzone, Britney Spears, Christina Aguilera, All Saints, Gabrielle, Lenny Kravitz, Seal, Lighthouse Family, Kylie Minogue, Cher, Eternal feat Bebe Winans, Fugees, Des'ree, Tasmin Archer, M People, Peter Andre, Mark Morrison, TLC, Destiny's Child feat Wyclef Jean, Brandy & Monica, Aqua, Ultra Naté, Moloko, CeCe Peniston, Bobby Brown, Robin S, Snap!, The Cardigans, New Radicals, Crowded House, Travis, 4 Non Blondes, Eagle-Eye Cherry, Hanson, The Mavericks, Extreme, Lonestar, Scorpions, Paul Weller, Elton John, Maxi Priest, UB40, Robbie Williams, Whitney Houston, Ronan Keating, Celine Dion, Westlife, Michael Bolton, The Pretenders, Roxette, Charles & Eddie, Shola Ama, Shanice, Toni Braxton, Oleta Adams, Tina Arena, Beverley Craven, Sarah McLachlan, Maria McKee, Richard Marx, Lionel Richie, Vanessa Williams |